# Rodolfo Cimenti
Rodolfo Cimenti (Roncade, 20 febbraio 1950) è un ex calciatore italiano, di ruolo difensore.

## Carriera
Militò in Serie A con la maglia del Foggia, nella stagione 1973-1974.